# 北栄 (浦安市)
北栄（きたざかえ）は千葉県浦安市の大字。現行行政地名は北栄一丁目から北栄四丁目。郵便番号は279-0002。

## 地理
古くからの浦安町域、元町地区に位置する。地内には東京メトロ東西線浦安駅がある。
一丁目に東京メトロ東西線浦安駅、りそな銀行浦安支店、京葉銀行浦安支店、千葉銀行浦安支店、三菱UFJ銀行浦安支店、二丁目に市立北部小学校、三丁目に千葉興業銀行浦安支店、朝日信用金庫北栄支店がある。東は海楽、西は当代島、南は猫実、北は市川市新井・南行徳と接している。

### 地価
住宅地の地価は、2017年（平成29年）の公示地価によれば、北栄3-8-8の地点で30万5000円/m2となっている。

## 歴史

### 地名の由来
当地の一部を構成していた字名「北境」を基に、浦安駅があることから当地区が将来発展することを見込んで「北栄」とした。 

### 沿革
- 1869年（明治2年） 葛飾県の設置により、同県の管轄となる。
- 1871年（明治4年） 廃藩置県後の府県再編により印旛県葛飾郡猫実村となる。
- 1873年（明治6年） 県の統合により千葉県葛飾郡猫実村となる。
- 1878年（明治11年） 郡区町村編制法により葛飾郡が分割され、東葛飾郡猫実村となる。
- 1889年（明治22年） 町村制施行により、東葛飾郡堀江村・当代島村と合併し、東葛飾郡浦安村大字猫実となる。
- 1909年（明治42年）9月1日 町制施行。東葛飾郡浦安町大字猫実となる。
- 1981年（昭和56年）4月1日 市制施行。浦安市大字猫実となる。
- 1981年（昭和56年）10月1日 浦安市大字猫実字元割・字新中宿・字辰己・字砂田・字北境の区域を以って、浦安市北栄一丁目～六丁目を新設。住居表示施行。

## 町名の変遷
| 実施後     | 実施年月日    | 実施前（各大字ともその一部） |
| ---------- | ------------- | ---------------------------- |
| 北栄一丁目 | 1981年10月1日 | 猫実                         |
| 北栄二丁目 | 1981年10月1日 | 猫実                         |
| 北栄三丁目 | 1981年10月1日 | 猫実                         |
| 北栄四丁目 | 1981年10月1日 | 猫実                         |
| 北栄五丁目 | 1981年10月1日 | 猫実                         |
| 北栄六丁目 | 1981年10月1日 | 猫実                         |

## 世帯数と人口
2017年（平成29年）10月31日現在の世帯数と人口は以下の通りである。
| 丁目       | 世帯数     | 人口     |
| ---------- | ---------- | -------- |
| 北栄一丁目 | 1,844世帯  | 2,875人  |
| 北栄二丁目 | 3,119世帯  | 5,007人  |
| 北栄三丁目 | 3,138世帯  | 5,817人  |
| 北栄四丁目 | 2,187世帯  | 4,695人  |
| 計         | 10,288世帯 | 18,394人 |

## 小・中学校の学区
市立小・中学校に通う場合、学区は以下の通りとなる。
| 丁目       | 番地            | 小学校             | 中学校             |
| ---------- | --------------- | ------------------ | ------------------ |
| 北栄一丁目 | 1〜3番 13〜17番 | 浦安市立浦安小学校 | 浦安市立浦安中学校 |
| 北栄一丁目 | 4〜12番         | 浦安市立北部小学校 | 浦安市立浦安中学校 |
| 北栄二丁目 | 全域            | 浦安市立北部小学校 | 浦安市立浦安中学校 |
| 北栄三丁目 | 全域            | 浦安市立北部小学校 | 浦安市立浦安中学校 |
| 北栄四丁目 | 全域            | 浦安市立東小学校   | 浦安市立浦安中学校 |

## 施設
- 浦安市立猫実保育園
- 浦安市立ふたば保育園
- 浦安市立北部幼稚園
- 浦安市立北部小学校
- りそな銀行浦安支店
- 三菱UFJ銀行浦安支店
- 千葉銀行浦安支店
- 千葉興業銀行浦安支店
- 京葉銀行浦安支店
- 朝日信用金庫北栄支店